# Selenidium amphinomi
Selenidium amphinomi is een soort in de taxonomische indeling van de Myzozoa, een stam van microscopische parasitaire dieren. Het organisme komt uit het geslacht Selenidium en behoort tot de familie Selenidiidae. Selenidium amphinomi werd in 1938 ontdekt door Bhatia & Setna.